# Утакмице фудбалске репрезентације Мађарске 1934.
Фудбалска репрезентација Мађарске је током 1934. године одиграла једанаест утакмица, поред четири пријатељске, два Купа Европе и на другом Светско првенство у фудбалу четири утакмице.
Мађарски тим је лако прошао кроз две квалификационе утакмице против Бугарске (Карољ Фогл II је био селектор бугарског тима). У другом мечу квалификација у Будимпешти играо је Б тим зато што је А тим тог дана играо утакмицу Купа Европе у Прагу. У првој квалификационој утакмици у Софији Мађарска је као гост исто победила са 4 : 1. У осмини финала Светског првенства побеђен је Египат са резултатом 4 : 2, али је Аустрија у четвртфиналу победила са 2 : 1 у четвртфиналу и тиме је Мађарска завршила своје учешће на светском првенству.
Савезни селектори националног тима у овом периоду су били:
- Надаш 173 — 180.
- Карољ Диц др. 181 — 183[note 1]

## Утакмице
| Немачка                              | 3 : 1 (1 : 1) | Мађарска         |
| ------------------------------------ | ------------- | ---------------- |
| Биро 16’ (аг) · Конен 52’ · Стуб 80’ | Извештај      | Полгар 29’ (пен) |

| Бугарска     | 1 : 4 (1 : 1) | Мађарска                                               |
| ------------ | ------------- | ------------------------------------------------------ |
| Бајкусев 27’ | Извештај      | Шароши 29’ · П. Сабо 61’ (11) · Толди 88’ · Маркош 89’ |

| Аустрија                                       | 5 : 2 (3 : 2) | Мађарска      |
| ---------------------------------------------- | ------------- | ------------- |
| Зишек 5’ · Фиртл 22’ · Шал 30’ · Бикан 59’ 73’ | Извештај      | Шароши 1’ 28’ |

| [[Фудбалска репрезентација Чехословачке {{{altlink2}}}\|Чехословачка]] | 2 : 2 (2 : 1) | Мађарска       |
| ---------------------------------------------------------------------- | ------------- | -------------- |
| Соботка 2’ · Пуц 42’                                                   | Извештај      | Шароши 30’ 56’ |

| Мађарска                             | 4 : 1 (1 : 0) | Бугарска    |
| ------------------------------------ | ------------- | ----------- |
| П. Сабо 9’ 58’ · Јожеф Шолти 61’ 73’ | Извештај      | Тодоров 62’ |

| Мађарска              | 2 : 1 (0 : 0) | Енглеска   |
| --------------------- | ------------- | ---------- |
| Авар 56’ · Шароши 69’ | Извештај      | Тилсон 81’ |

| Мађарска                               | 4 : 2 (2 : 2) | Египат               |
| -------------------------------------- | ------------- | -------------------- |
| Телеки 11’ · Толди 30’ 61’ · Винце 54’ | Извештај      | Рахман Фауси 35’ 39’ |

| Аустрија              | 2 : 1 (1 : 0) | Мађарска         |
| --------------------- | ------------- | ---------------- |
| Хорват 8’ · Зишек 52’ | Извештај      | Шароши 56’ (пен) |

| Мађарска                   | 3 : 1 (1 : 1) | Аустрија  |
| -------------------------- | ------------- | --------- |
| Шароши 33’ 47’ · Толди 86’ | Извештај      | Зишек 11’ |

| Италија                                 | 4 : 2 (2 : 2) | Мађарска              |
| --------------------------------------- | ------------- | --------------------- |
| Гуајта 27’ 37’ · Ферари 63’ · Меаца 83’ | Извештај      | Шароши 18’ · Авар 39’ |

| Република Ирска                  | 2 : 4 (1 : 2) | Мађарска                              |
| -------------------------------- | ------------- | ------------------------------------- |
| Донели 36’ · Бермингам 62’ (пен) | Извештај      | Авар 19’ 85’ · Винце 30’ · Маркош 86’ |

## Аматерска репрезентација
| Финска                                                        | 4 : 3 (2 : 2) | Мађарска                           |
| ------------------------------------------------------------- | ------------- | ---------------------------------- |
| Лаури Таипале 13’ · Ирјо Килмала 30’ · Јарл Малмгрен 71’, 73’ | Извештај      | ?’ Бихами · ?’ Ђула Киш · ?’ Кесеи |

Састав Мађарске репрезентације
Шаркањ (Дорог), Фиштеш (БШЕ), Белешик (БСКРТ), Шемшеи (МТК), Танцош (ХАК), Ђула Кираљ (BMTE), Семети (Токод), Ђула Киш (FTC), Кесеи (Тереквеш), Бихами (ФТК), Турбеки (ДиМАВАГ)
| Естонија                                   | 2 : 2 (1 : 1) | Мађарска     |
| ------------------------------------------ | ------------- | ------------ |
| Ричард Курема 37’ · Валтер Нерис 71’ (пен) | Извештај      | ?’, ?’ Кесеи |

Састав Мађарске репрезентације
Херенди, Хорват (БШЕ), Фиштеш (БШЕ), Кинчеш (КАК), Танцош (ХАК), Ђула Кираљ (BMTE), Семети (Токод), Ђула Киш (FTC), Кесеи (Тереквеш), Бихами (ФТК), Липот Калаи (УТЕ)
Замене: Шаркањ (Дорог) Шемшеи (МТК) 

## Играчи репрезентације
| Домаћин · 1934 | Гост · 1934 |

| - Јожеф Хада - Антал Сабо - Шандор Биро - Ђула Лазар - Јанош Дудаш - Иштван Авар - Тибор Кемењ - Ђерђ Шароши - Геза Толди |